# Shamrock Rovers Football Club 1986-1987
Questa voce raccoglie le informazioni riguardanti lo Shamrock Rovers Football Club nelle competizioni ufficiali della stagione 1986-1987.

## Rosa
| N. |                    | Ruolo | Calciatore   |
| -- | ------------------ | ----- | ------------ |
| -  | Irlanda (bandiera) | P     | Jody Byrne   |
| -  | Irlanda (bandiera) | D     | Peter Eccles |
| -  | Irlanda (bandiera) | D     | Mick Neville |
| -  | Irlanda (bandiera) | D     | Kevin Brady  |
| -  | Irlanda (bandiera) | D     | Dermot Keely |
| -  | Irlanda (bandiera) | D     | Harry Kenny  |
| -  | Irlanda (bandiera) | C     | Liam O'Brien |

| N. |                    | Ruolo | Calciatore    |
| -- | ------------------ | ----- | ------------- |
| -  | Irlanda (bandiera) | C     | Pat Byrne     |
| -  | Irlanda (bandiera) | C     | Paul Doolin   |
| -  | Irlanda (bandiera) | C     | Eoin Monaghan |
| -  | Irlanda (bandiera) | A     | Mick Byrne    |
| -  | Irlanda (bandiera) | A     | Joan Coady    |
| -  | Irlanda (bandiera) | A     | Anto Whelan   |
| -  | Irlanda (bandiera) | A     | Noel Larkin   |

## Risultati

### Coppa d'Irlanda
| 1987 | Shamrock Rovers | 6 – 0 | Rullamore |  |

| 1987 | Limerick City | 2 – 3 | Shamrock Rovers |  |

| 1987 | St Patrick's | 0 – 0 | Shamrock Rovers |  |

| 1987 | Shamrock Rovers | 1 – 0 | St Patrick's |  |

| 1987 | Sligo Rovers | 0 – 1 | Shamrock Rovers |  |

| 1987 | Shamrock Rovers | 3 – 0 | Dundalk |  |

### Coppa dei Campioni
| Arbitro: | v. Ettekoven |

|  |           |             |
|  | Marcatori | 82’ MacLeod |

| Arbitro: | Lundgren |

|                   |           |  |
| Johnston 27’, 62’ | Marcatori |  |

## Statistiche

### Statistiche di squadra
| Competizione       | Punti | Totale | Totale | Totale | Totale | Totale | Totale | D.R. |
| Competizione       | Punti | G      | V      | N      | P      | Gf     | Gs     | D.R. |
| ------------------ | ----- | ------ | ------ | ------ | ------ | ------ | ------ | ---- |
| League of Ireland  | 39    | 22     | 18     | 3      | 1      | 51     | 16     | -    |
| Coppa d'Irlanda    | -     | 6      | 5      | 1      | 0      | 14     | 3      | -    |
| Coppa dei Campioni | -     | 2      | 0      | 0      | 2      | 0      | 3      | -    |